# Nugaal
Nugaal est une région du nord de la Somalie, limitrophe des régions somalies de Mudug, Sool et Bari, et de la province éthiopienne de Warden (Ogaden puis Région Somali) .

## Villes
- Garoowe, chef-lieu, Burtinle, Eyl, Dan Gorayo

## Histoire
Une partie du territoire a appartenu au Sultanat de Hobyo, Sultanate of Hobyo (Somali: Saldanadda Hobyo, Arabic: سلطنة هوبيو), ou Sultanate of Obbia.
Une partie du territoire a appartenu (d'environ 1800 à 1927) au Sultanat de Majeerteen , Majeerteen Sultanate (Somali: Suldanadda Majeerteen, Arabic: سلطنة مجرتين), ou Majeerteenia ou Migiurtinia.

### Liens externes

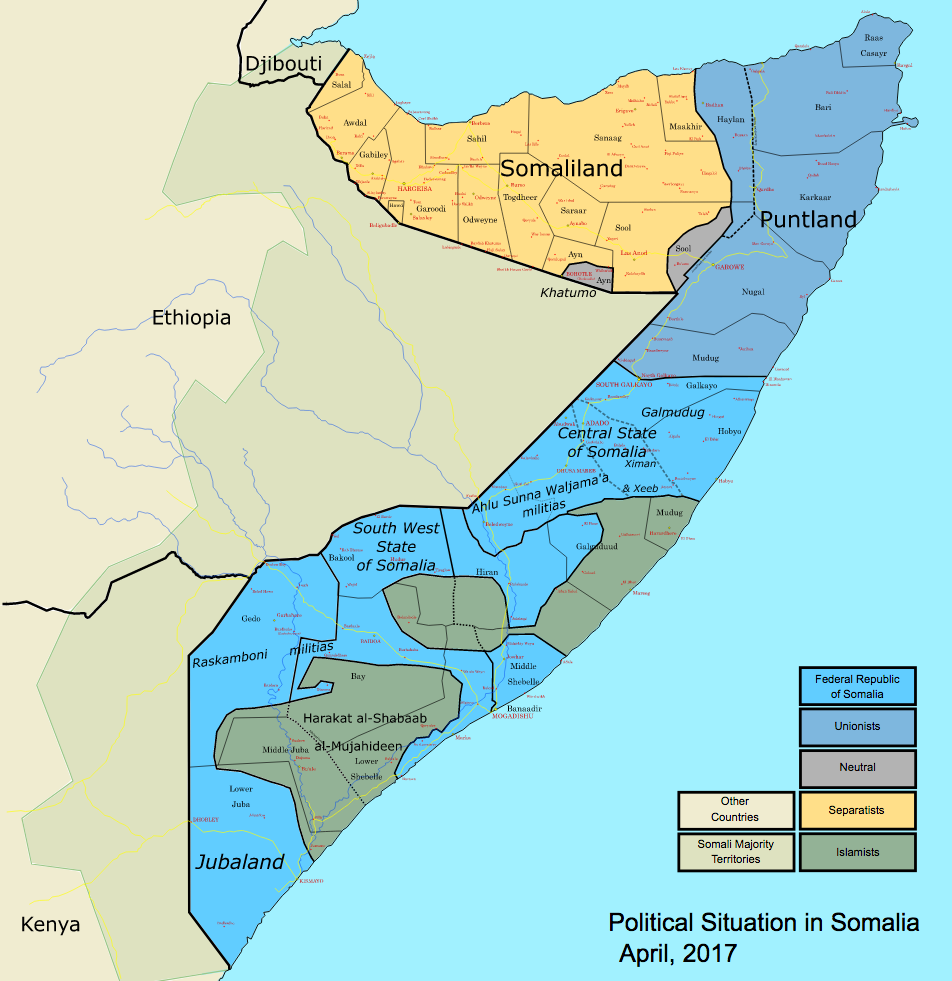
La Somalie au 20 mai 2011

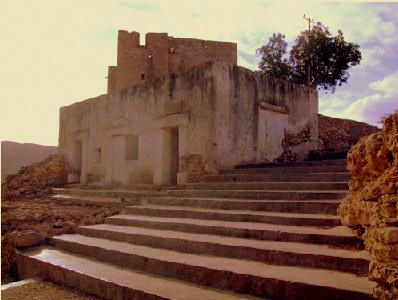
Le château d'Eyl.